# Завертайло, Иван Демидович
Иван Демидович Завертайло — советский хозяйственный деятель, Герой Социалистического Труда.

## Биография
Родился в 1922 году в селе Набутов. Член КПСС.
Участник Великой Отечественной войны, телефонист 1-го стрелкового полка 453-го стрелкового полка 78-й стрелковой дивизии 2-го Украинского фронта. С 1947 года — на хозяйственной работе. В 1947—1982 гг. — организатор сельскохозяйственного производства в Киевской и Черкасской областях Украинской ССР, бригадир колхоза «Маяк» Корсунь-Шевченковского района Черкасской области.
Указом Президиума Верховного Совета СССР от 8 декабря 1973 года присвоено звание Героя Социалистического Труда с вручением ордена Ленина и золотой медали «Серп и Молот».
Умер в Корсунь-Шевченковском районе в 2001 году.